# Abū Ṭālib
ʿAbd Manāf Abū Ṭālib (in arabo أبو طالب بن عبد المطلب‎?; La Mecca, ... – La Mecca, 619) è stato un mercante arabo, zio paterno e tutore di Maometto.

## Biografia
Abū Ṭālib ʿAbd Manāf b. ʿAbd al-Muṭṭalib fu padre di ʿAlī ibn Abī Tālib, quarto Califfo per i sunniti e primo Imam per gli sciiti.
Abū Tālib - il cui nome sarebbe stato ʿAbd Manāf - divenne tutore del nipote Maometto al momento della morte del suo primo tutore, il nonno ʿAbd al-Muṭṭalib. Quest'ultimo si era occupato del giovane nipote al momento in cui questi, nato già orfano di padre, perse anche sua madre Āmina bint Wahb all'età di 6 anni circa.
Abū Tālib, fratello germano del padre di Maometto, ʿAbd Allāh, ebbe un forte legame affettivo col nipote, da questi ricambiato malgrado lo zio non avesse mai abbracciato in modo esplicito l'Islam (unico modo questo per essere legalmente considerato musulmano, anche se esistono altre teorie che considerano lo zio del Profeta tra coloro che in qualche modo si sarebbero comunque convertiti).

Vissuto all'interno della sua famiglia, Maometto condivise ogni aspetto della vita del suo gruppo e fin da giovane accompagnò coi cugini lo zio nei suoi viaggi d'affari in Yemen e in Siria, dove il commercio richiedeva una presenza umana attenta e capace.
Abū Tālib non fece mancare mai il suo vigile appoggio al nipote anche quando questi, dopo i 40 anni, cominciò il suo apostolato fra i Banu Quraysh di Mecca.
Affrontò con coraggio il boicottaggio che i vari clan della città avevano decretato contro Maometto e il clan dei Banū Hāshim che era con lui solidale.
Nel 619, un anno che fu definito "del dolore" perché contrassegnato anche dal decesso di Khadīja, anche Abū Tālib morì, affrettando in Maometto la decisione di abbandonare per sempre la sua città ogni giorno più pericolosa per lui e i suoi seguaci, specie dopo la scomparsa del suo tutore naturale.
V'è divergenza d'opinioni circa il destino di Abū Tālib, padre di ʿAlī ibn Abī Tālib perché, se indubbiamente egli non pronunciò mai la shahada, l'atteggiamento di grande amore - ricambiato appieno - per il nipote, ha fatto pensare a molti musulmani che egli si fosse in realtà convertito "nel cuore", tenendo nascosta la sua conversione per non aggravare la posizione di Maometto e quella del suo stesso clan agli occhi dei suoi nemici meccani.